# Црква Свете Петке у Смедеревској Паланци
Црква Свете Петке у Смедеревској Паланци, насељеном месту и седишту општине Смедеревска Паланка, подигнута је 2004. године и припада Епархији шумадијској Српске православне цркве.
Црква је посвећена Светој Петки.